# Diomus notescens
Diomus notescens là một loài bọ cánh cứng trong họ Coccinellidae. Chúng là loài đặc hữu của vùng Đông và Nam Australia.